# TVE Internacional
TVE Internacional, denominat Televisió Espanyola en la seva emissió i conegut habitualment com a Canal Internacional, és un canal de televisió per subscripció internacional d'origen espanyol, propietat de Radiotelevisió Espanyola, que emet per a l'exterior a través de satèl·lits tant en obert com a sota subscripció. S'emet de manera internacional, estant la major part de la seva audiència localitzada a Europa, Amèrica del Nord, Hispanoamèrica, Filipines, Sàhara Occidental i Guinea Equatorial.
Durant el dia, diversos butlletins de notícies, com el Telediario Internacional, són proporcionats pel canal 24h de TVE, cobrint informació tant d'Espanya com de l'exterior. El Telediario convencional, emès per La 1, també és emès simultàniament per aquest canal.

## Història
TVE Internacional va començar les seves emissions en proves l'1 de desembre de 1989 i de manera oficial, l'1 de desembre de 1990. En els seus primers anys, el canal va emetre per a Amèrica i Europa una única programació, integrada per redifusió d'espais estrenats en La 1 i La 2. Des del 15 d'abril de 1991 es va dissenyar una programació diferenciada per a un i altres continents. Des de l'any 1992, TVE Internacional va emetre a través del satèl·lit Astra i Hispasat per a Hispanoamèrica.
El senyal de TVE Internacional es rep a Àsia i Oceania des de desembre de 1995 i a Àfrica des del 12 d'octubre de 1999. Des del 2013 es pot veure a través d'internet gràcies a un acord amb filmon.com.

## Estructura de senyals
- Amèrica: abasta a tots els països de Llatinoamèrica, així com els Estats Units i el Canadà. Usa com a referència els horaris de l'Argentina (UTC-3), Mèxic (UTC-6/-5 DST) i Miami (UTC-5/-4 DST).
- Europa-Àfrica: abasta a tot el continent europeu, el Mitjà Orient i Àfrica. Usa com a referència els horaris del centre d'Europa (UTC+1/+2 DST), de Moscou (UTC+3) i d'Unió dels Emirats Àrabs (UTC+4).
- Àsia-Oceania: Part de la península Aràbiga, l'Àsia central, Sud-est asiàtic, Austràlia,[8] Nova Zelanda i Illes del pacífic.
- Canal 24 Horas Internacional: Amèrica i Europa (senyal en simultani amb el canal a Espanya, amb publicitat del canal internacional en substitució de comercials).

## Programació
La seva programació consta principalment dels telenotícies emesos a Espanya a través de TDT. Això ho fa simultàniament amb el que s'emet a Espanya. La resta de la programació s'emplena amb espais propis de TVE en redifusió i amb sèries i pel·lícules espanyoles de les quals TVE disposa de drets per a tothom. Molt rarament s'emeten esdeveniments esportius disputats a Espanya, i sempre en diferit per qüestions de drets.
Antigament, s'emetien un nombre limitat d'anuncis, però generalment les interrupcions de la xarxa comercial en els programes transmesos en directe a Espanya eren coberts amb un rellotge i documentals breus amb informació sobre Espanya i la seva fauna, encara que a vegades es mostraven els anuncis. Arran de l'eliminació de publicitat, en Televisió Espanyola només s'emeten promocions del propi canal.